# الصومعة (المفلحي)

تعديل مصدري - تعديل

الصومعة هي إحدى قرى عزلة المفلحي بمديرية المفلحي التابعة لمحافظة لحج، بلغ تعداد سكانها 330 نسمة حسب تعداد اليمن لعام 2004.